# Юдицкий, Давлет Исламович
Давлет Ислам-Гиреевич Юдицкий (1929—1983) — советский учёный, участник создания первых советских промышленно выпускаемых ЭВМ.

## Биография
Родился 22 сентября 1929 года в Баку, сын бухгалтера и домохозяйки. Полное имя при рождении — Давлет-Гирей Ислам-Гиреевич Юдицкий (в 1950-е годы убрал из имени вторую половину).
Окончил Азербайджанский государственный университет в Баку (1951 год, одновременно с учёбой вёл уроки в вечерней школе). Его однокурсницей была будущая жена — Ирина Федоровна Казакова. В числе лучших выпускников они оба получили направление в Специальное конструкторском бюро (СКБ) № 245 (в последующем — НИИ электронных машин). Там начиналось проектирование одной из первых советских ЭВМ «Стрела».
В 1960 году по приглашению директора НИИ-37 (НИИ ДАР) Ф. В. Лукина Юдицкий перешёл в НИИ-37, где в должности начальника отдела возглавлял разработку двух мощных модулярных ЭВМ Т-340А и К-340А для РЛС системы ПРО.
Разработанная вместе с И. Я. Акушским ЭВМ К-340А показала высокое для того времени быстродействие: свыше 1 млн операций в секунду (1,2 млн двойных или 2,4 млн обычных операций в секунду) при самой низкой в СССР стоимости операции (25 копеек).
В 1962 году защитил в Московском энергетическом институте диссертацию на соискание ученой степени кандидата технических наук (спецтема).
В январе 1964 года по приглашению Ф. В. Лукина, назначенного директором Центра микроэлектроники (ЦМ, город Зеленоград), Юдицкий перешёл в только что организованный НИИ физических проблем (НИИФП) на должность заместителя директора по научной работе — главного инженера, а первое время исполнял обязанности директора.
Началось создание эскизного проекта ЭВМ «Алмаз», работу над которым возглавили Ф. В. Лукин, Д. И. Юдицкий и И. Я. Акушский.
После приёмки проекта госкомиссией (1967) ЦМ получил заказ на ЭВМ, условно именовавшейся 5Э53, производительностью до 10 млн алгоритмических (40 млн обычных) операций с серийным производством на Загорском электромеханическом заводе. Юдицкий был назначен главным конструктором 5Э53 и заместителем главного конструктора МКСК по вычислительной технике.
6 октября 1969 года в Зеленограде было образовано новое предприятие — Специализированный вычислительный центр (СВЦ), и Юдицкого назначили его директором. Однако вскоре финансирование создания ЭВМ модели 5Э53 было прекращено.
В августе 1976 года после ликвидации СВЦ Юдицкого перевели в НИИ точных технологий заместителем директора по научной работе, с 23 ноября того же года он работал в аналогичной должности в НИИ МП.
С 1980 года — заместитель генерального директора НИИ точных приборов, с 1982 года — заместитель генерального директора НИИ вычислительных комплексов.
Скоропостижно умер от инфаркта 23 мая 1983 года, находясь в служебной командировке на противоракетном полигоне «А» в Приозёрске (в районе озера Балхаш).
Кандидат (1962), доктор (1968) технических наук. Во время работы в Зеленограде был одним из организаторов и преподавателей кафедры «Вычислительная техника» в МИЭТ.
Автор 2 монографий, 9 изобретений и 30 зарубежных патентов.
Похоронен  в Зеленограде, на Центральном Зеленоградском кладбище, участок 1а.